# Christiane Will
Christiane Will (* 1. September 1971) ist eine ehemalige deutsche Ruderin, die 1998 Weltmeisterin im Doppelvierer war.

## Sportliche Karriere
Christiane Will war 1989 im Doppelvierer zusammen mit Janet Rethemeyer, Gudrun Massmann und Annette Barkmann Zweite der Junioren-Weltmeisterschaften geworden, gesiegt hatte der Doppelvierer aus der DDR. 1997 trat die Ruderin vom Bremer Ruder-Club Hansa im Ruder-Weltcup in drei Bootsklassen an. Im Einer belegte sie in München den elften Platz. In Paris gewann sie zusammen mit Daniela Molle im Doppelzweier und in Luzern siegte der deutsche Doppelvierer mit Manuela Lutze, Christiane Will, Jana Thieme und Kerstin Köppen. Bei den Weltmeisterschaften 1997 siegten Lutze, Thieme und Köppen zusammen mit Kathrin Boron.
1998 trat Christiane Will bei den Deutschen Meisterschaften zusammen mit Kathrin Boron im Doppelzweier an und gewann ihren ersten Deutschen Meistertitel. Im Doppelvierer siegten Lutze, Will, Thieme und Boron. Bei den Weltmeisterschaften 1998 in Köln gewannen die vier Ruderinnen mit über zwei Sekunden Vorsprung vor den Russinnen.
Die 1,84 m große Christiane Will konnte sich 1999 und 2000 nicht für den Saisonhöhepunkt qualifizieren und beendete dann ihre internationale Karriere.